# Saint-Maurice-en-Gourgois
 Saint-Maurice-en-Gourgois  es una población y comuna francesa, situada en la región de Ródano-Alpes, departamento de Loira, en el distrito de Montbrison y cantón de Saint-Bonnet-le-Château.

## Demografía
| 927 | 823 | 754 | 859 | 1006 | 1277 |
| Para los censos de 1962 a 1999 la población legal corresponde a la población sin duplicidades (Fuente: INSEE [Consultar]) |     |     |     |      |      |